# Attila Czene
Attila Czene (Seghedino, 20 giugno 1974) è un ex nuotatore ungherese.
Specializzato nei misti ha vinto la medaglia d'oro nei 200 m misti alle Olimpiadi di Atlanta 1996 e quella di bronzo a Barcellona 1992.

## Palmarès
- Olimpiadi

Barcellona 1992: bronzo nei 200m misti.
Atlanta 1996: oro nei 200m misti.
- Mondiali

Roma 1994: bronzo nei 200m misti e nella 4x100m misti.
Perth 1998: bronzo nella 4x100m misti.
- Europei

Sheffield 1993: argento nei 200m misti.
Vienna 1995: argento nei 200m misti e nella 4x100m misti.